# Seicercus poliogenys
A Seicercus poliogenys a verébalakúak (Passeriformes) rendjébe, ezen belül a füzikefélék (Phylloscopidae) családjába tartozó faj.

## Rendszerezése
A fajt Edward Blyth angol ornitológus írta le 1847-ben, a Culicipeta nembe  Culicipeta poliogenys néven, sorolják a Phylloscopus nembe Phylloscopus poliogenys néven is.

## Előfordulása
Délkelet-Ázsiában, Bhután, Kína, India, Laosz, Mianmar, Nepál, Thaiföld és Vietnám területén honos.  Természetes élőhelyei a mérsékelt övi erdők. Télen a hegyvidékről a völgyekbe költözik.

## Megjelenése
Testhossza 10–11 centiméter, testtömege 6,3 gramm.

## Életmódja
Valószínűleg rovarokkal táplálkozik.

## Szaporodása
Áprilistól júniusig költ.

## Természetvédelmi helyzete
Az elterjedési területe rendkívül nagy, egyedszáma pedig stabil. A Természetvédelmi Világszövetség Vörös listáján nem veszélyeztetett fajként szerepel.